# Cinq-Mars
|  | Per a altres significats, vegeu «Cinq-Mars-la-Pile». |

Cinq-Mars (subtitulada Une conjuration sous Louis XIII) és una òpera en quatre actes amb música de Charles Gounod i llibret en francès de Paul Poirson i Louis Gallet, lleugerament basat en una novel·la d'Alfred de Vigny. Es va estrenar el 5 d'abril de 1877 a l'Opéra-Comique de París.
L'antepenúltima òpera de Gounod, escrita després d'un llarg silenci del compositor en el camp de l'òpera, és molt poc coneguda i no ha obtingut mai els favors de Faust, Mireille i Roméo et Juliette, tot i que aquesta obra de maduresa compta com una obra clau en la seva vida i carrera. Per contra, la seva ària Nuit resplendissante, sovint considerada com la més bella de l'autor, s'ha enregistrat i s'ha cantat en recitals una infinitat de vegades.
A França al segle xvii, els últims anys del regnat de Lluís XIII. La trama segueix fidelment els esdeveniments externs de la fallida revolta de la noblesa francesa contra la consolidació del poder de Richelieu, però afegeix un secret d'amor entre Cinq-Mars i una princesa. Mentre que el personatge de Vigny anhelava convertir-se en la mateixa classe social que la princesa, l'heroi de l'òpera entra a la política només per conèixer els detalls del casament previst entre la princesa Marie i el rei de Polònia. Després de descobrir-se la conspiració, se li dona l'oportunitat de salvar-se si accepta el joc, però el seu sacrifici és en va: abans que el seu pla de fugida es porti a terme, l'hora de l'execució de sobte s'ha avançat.

## Origen i context

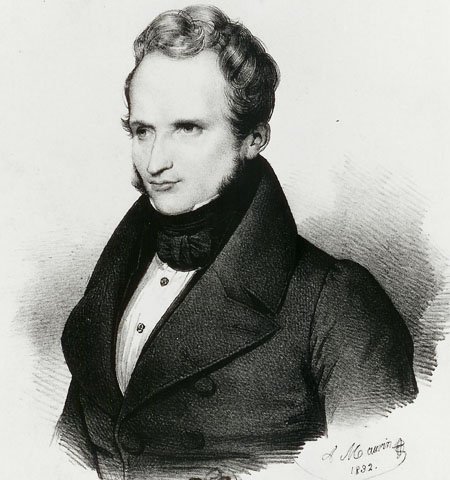
Alfred de Vigny, autor de la novel·la en què es basa el llibret

Des de Roméo et Juliette (1867), Gounod no havia compost cap òpera. Curiosament, Le Figaro de 17 de novembre de 1864 havia informat que Gounod tenia la intenció de compondre'n una amb el títol Cinq-Mars i de Thou, potser sobre aquest llibret, però no se'n va saber res més llavors.

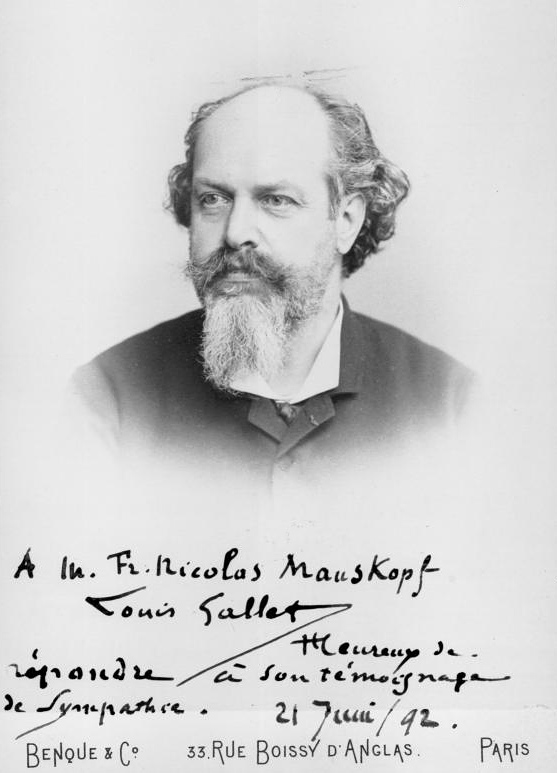
Louis Gallet, autor del llibret en vers

Molt aficionat a les òperes del seu amic Gounod i convençut de la seva capacitat dramàtica, el nou director de l'Opéra-Comique, Léon Carvalho, quan va assumir el càrrec el setembre de 1876, va buscar immediatament el compositor per a una nova òpera, sabent que aquesta podria omplir la seva sala, abans que Polyeucte aparegués a l'Opéra. Carvalho va aconseguir de seguida que el seduís la idea de l'adaptació operística de Cinq-Mars. Gounod, amb 59 anys, va voler fer una obra de maduresa, ambiciosa i subtil en l'esperit de la grand opéra de Meyerbeer.
Acabada en tres mesos, a principis de gener de 1877, l'obra sembla que fou construïda per l'èxit. El director Carvalho no va escatimar despeses perquè així fos. Els vestits es van inspirar en gravats de l'època del pintor Jean-Léon Gérôme, llavors de moda. Els decorats foren signats per grans noms com Rubé, Chaperon, Lavastre i et Carpezat. El subjecte és el de la primera gran novel·la històrica francesa: Cinq-Mars, publicada per Alfred de Vigny el 1826, després en voga a tot Europa. L'acció té lloc al segle xvii a la cort del rei Lluís XIII.
La novel·la d'Alfred de Vigny ja havia inspirat un llibret d'òpera a Henri Saint-Georges, que el va sotmetre a Meyerbeer el 1837, sense èxit. Principalment del capítol XXII de la novel·la de Vigny, en la nova adaptació de Paul Poirson versificada per Louis Gallet va inspirar a Gounod una de les seves obres més dramàtiques. Aquest capítol se centra en les dades psicològiques: passa a casa de Marion Delorme i se centra en la conspiració. En l'escriptura, tal com Massenet ho fa a Manon, Gounod mira cap al barroc francès (Lully, Campra, …) amb una finor neoclàssica que el fan particularment reeixit.

## Representacions

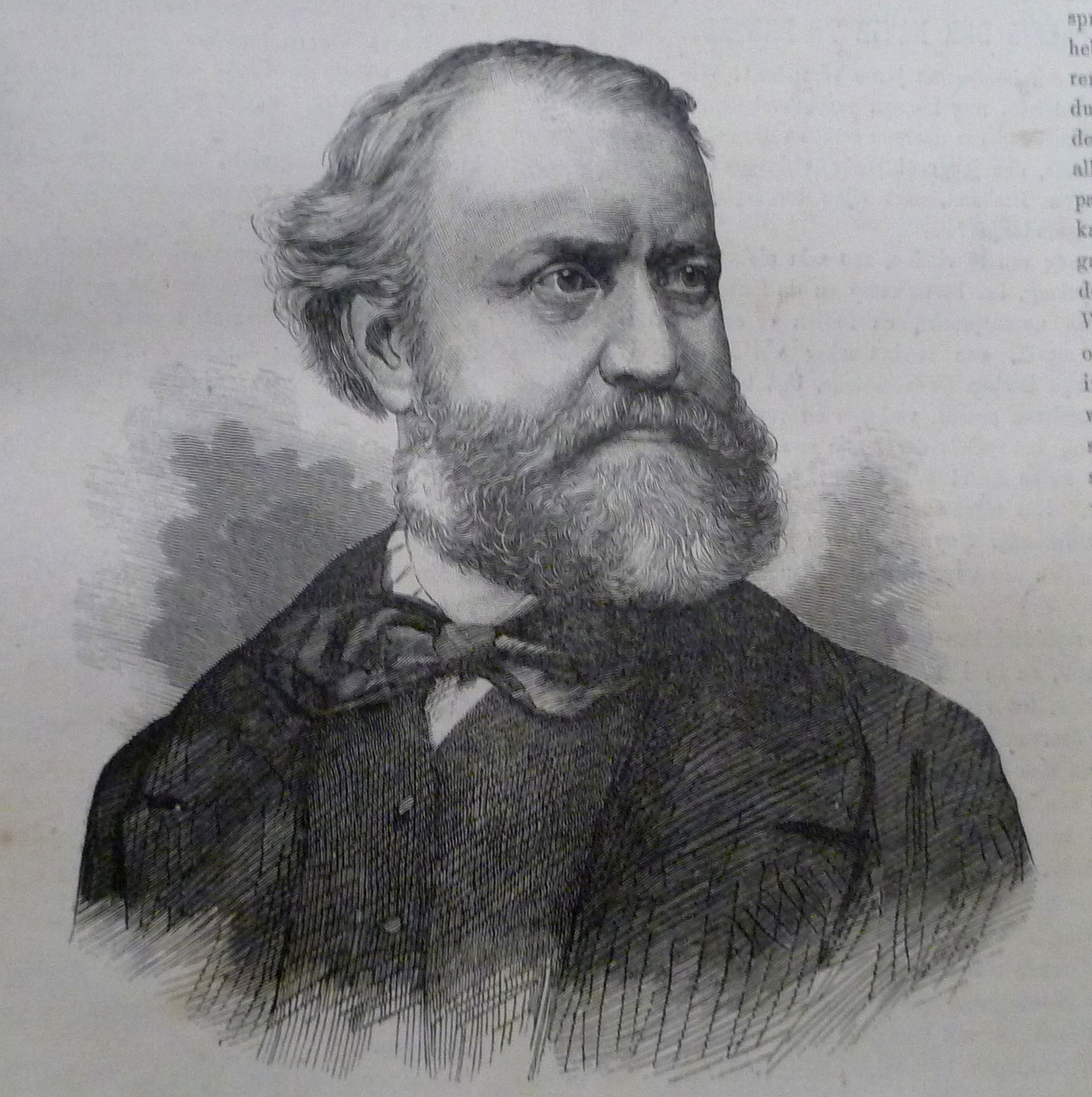
Charles Gounod, autor de la música

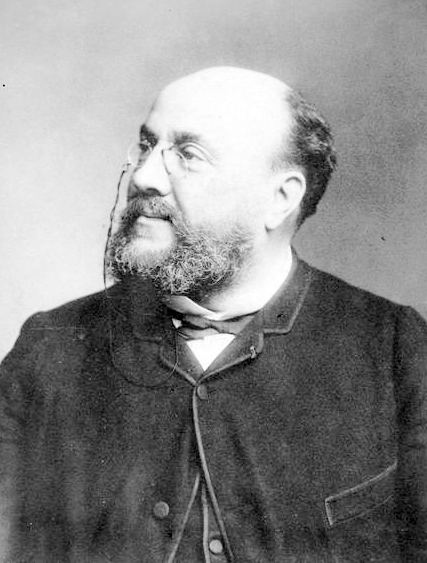
Charles Lamoureux, el director de l'estrena

La primera versió de l'òpera es va estrenar el 5 d'abril de 1877 a l'Opéra-Comique de París. La recepció crítica, de la mateixa manera que la del públic, fou bastant favorable tot i la decepció, més o menys reconeguda, per no descobrir una nova Romeo. Dratwicki, un representant de la Scala de Milà que hi va assistir, va decidir fer una petició formal a Gounod d'una versió italiana.